# Maurice Boniface
Pour les articles homonymes, voir Boniface.
Maurice Achille Romain Boniface dit Maurice Boniface, né le 6 août 1862 à Lille et mort le 7 mars 1945, est un auteur dramatique français.

## Œuvres[1]

### Poésie
- 1883 : Chansons parisiennes

### Théâtre
- 1887 : Le Marquis Papillon, en trois actes au Théâtre de l'Odéon
- 1890 : Tante Léontine, en trois actes, en collaboration avec Edouard Bodin, au Théâtre Antoine-Simone-Berriau
- 1893 : La Crise au Théâtre du Vaudeville
- 1895 : les Petites marques, en deux actes à la Comédie-Française
- 1903 : Clarisse Arbois, trois actes au théâtre de la Renaissance

### Livrets
- 1890 : Gyptis, opéra en 2 actes avec Edouard Bodin, musique de Noël Desjoyeaux, Théâtre des Arts